# Cristian Ugalde

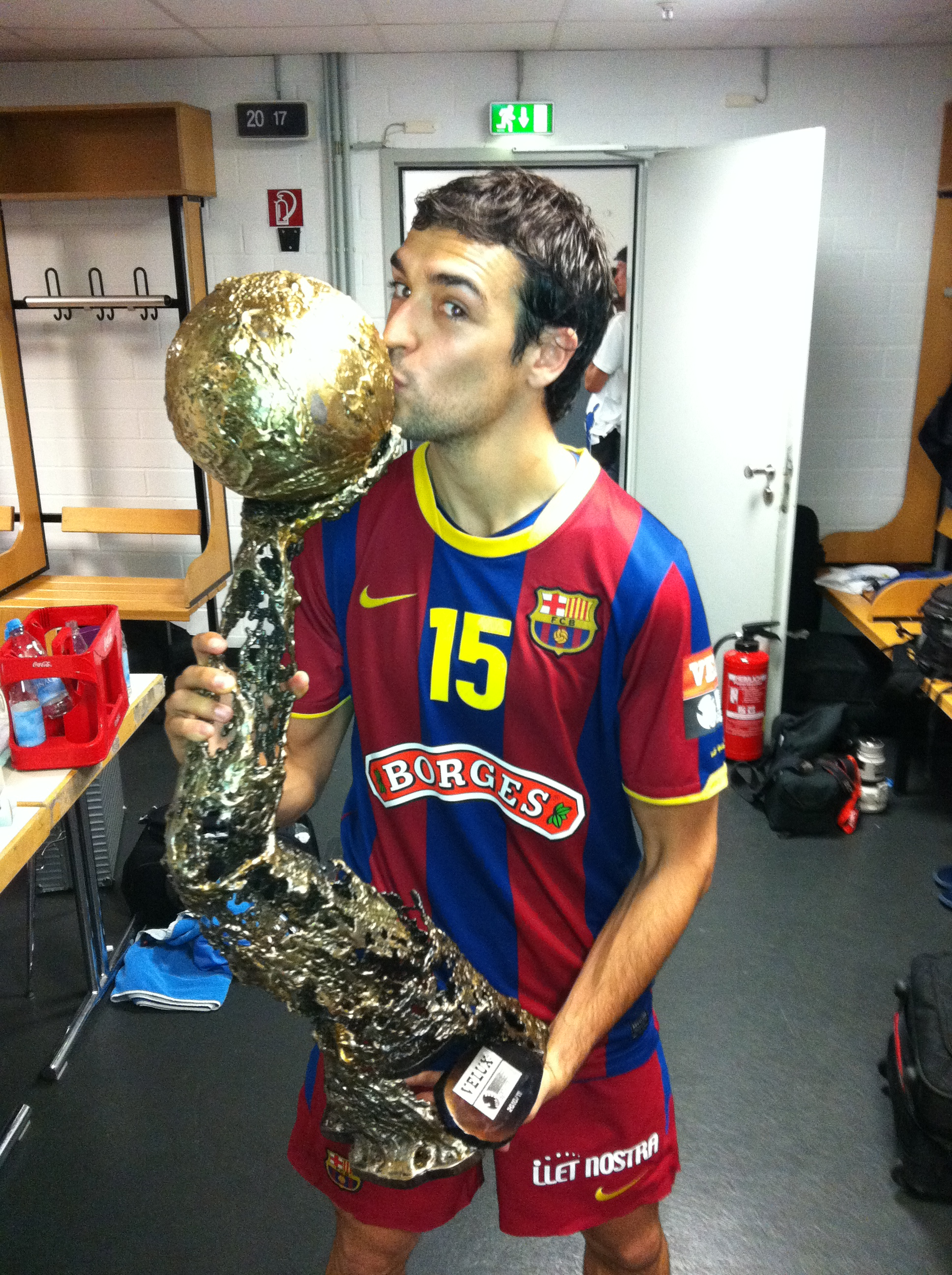
Ugalde embrassant le trophée de la Ligue des champions 2010-2011.

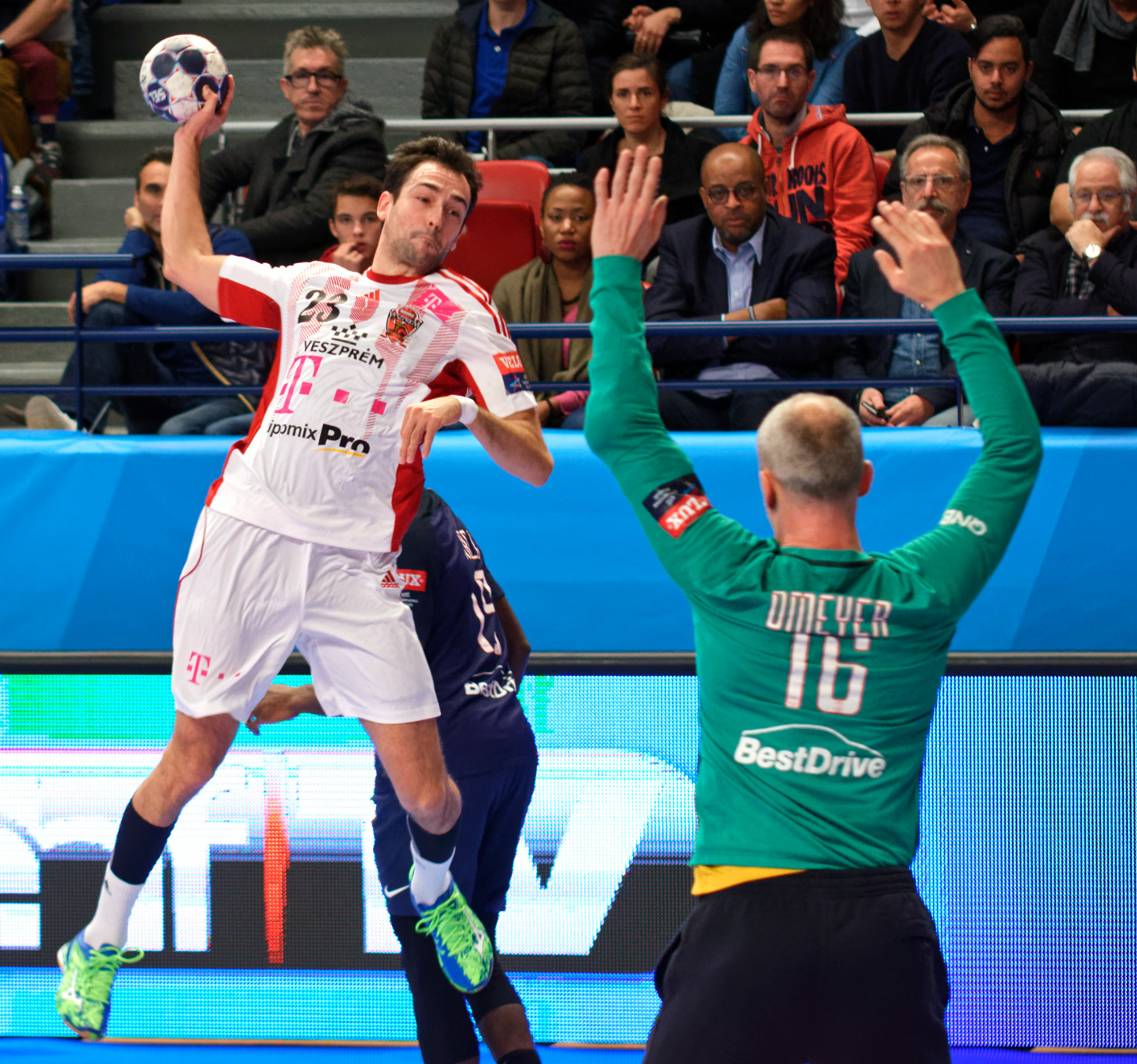
Cristian Ugalde au tir face à Thierry Omeyer, le 27 novembre 2016.

Cristian Ugalde Garcia, né le 19 octobre 1987 à Barcelone, est un handballeur espagnol. Il joue au poste d'ailier gauche au Veszprém KSE et en équipe nationale d'Espagne. Il est le frère cadet d'Antonio Ugalde (en), également international espagnol.

## Palmarès

### En club
Compétitions internationales
- Ligue des champions
  - Vainqueur (2) : 2005, 2011 (avec FC Barcelone)
  - Finaliste (2) : 2010 (avec FC Barcelone), 2015, 2016 (avec Veszprém KSE)
- Finaliste du Super Globe : 2015
- Coupe européenne (C4) (1) : 2021 (avec AEK Athènes (handball))
- Ligue SEHA
  - Vainqueur (2) : 2015, 2016
  - Finaliste (1) 2017

Compétitions nationales
- Championnat d'Espagne (3) : 2006, 2011, 2012
- Supercoupe d'Espagne (3) : 2007, 2009, 2010
- Coupe du Roi (3) : 2007, 2008, 2010, 2011, 2012
- Coupe ASOBAL (2) : 2010, 2012
- Championnat de Hongrie (5) : 2013, 2014, 2015, 2016, 2017
- Coupe de Hongrie (6) : 2013, 2014, 2015, 2016, 2017, 2018
- Supercoupe de Hongrie (2) : 2015, 2016
- Coupe de Grèce (1) : 2021

### En équipe nationale
- 13e du Championnat du monde 2009 en  Croatie
- 6e au Championnat d'Europe 2010 en  Autriche
- Médaille de bronze au Championnat du monde 2011 en  Suède
- 4e au Championnat d'Europe 2012 en  Serbie
- 7e du Jeux olympiques 2012 de Londres ( Royaume-Uni)
- Médaille de bronze au Championnat d'Europe 2014,  Danemark
- 4e du Championnat du monde 2015 en  Qatar
- Médaille d'argent au Championnat d'Europe 2016 en  Pologne